# Festival Intercéltico de Sendim
O Festival Intercéltico de Sendim realiza-se em Sendim, Portugal. Este festival ganha corpo anualmente no início de Agosto e atrai milhares de amantes da música folk.
Já actuaram artistas de vários países e é de salientar a actuação do aclamando Hevia.
Existe um espaço complementar, a taberna dos celtas, no salão de festas de Sendim onde são servidas refeições e bebidas, actuam músicos, dança-se e canta-se ao som das gaitas.
Para além dos concertos existe várias actividades como: passeios de burros, exposições, animação de rua e uma missa celta.
O lema do festival é "O folk já merecia um festival assim".